# 成巽閣

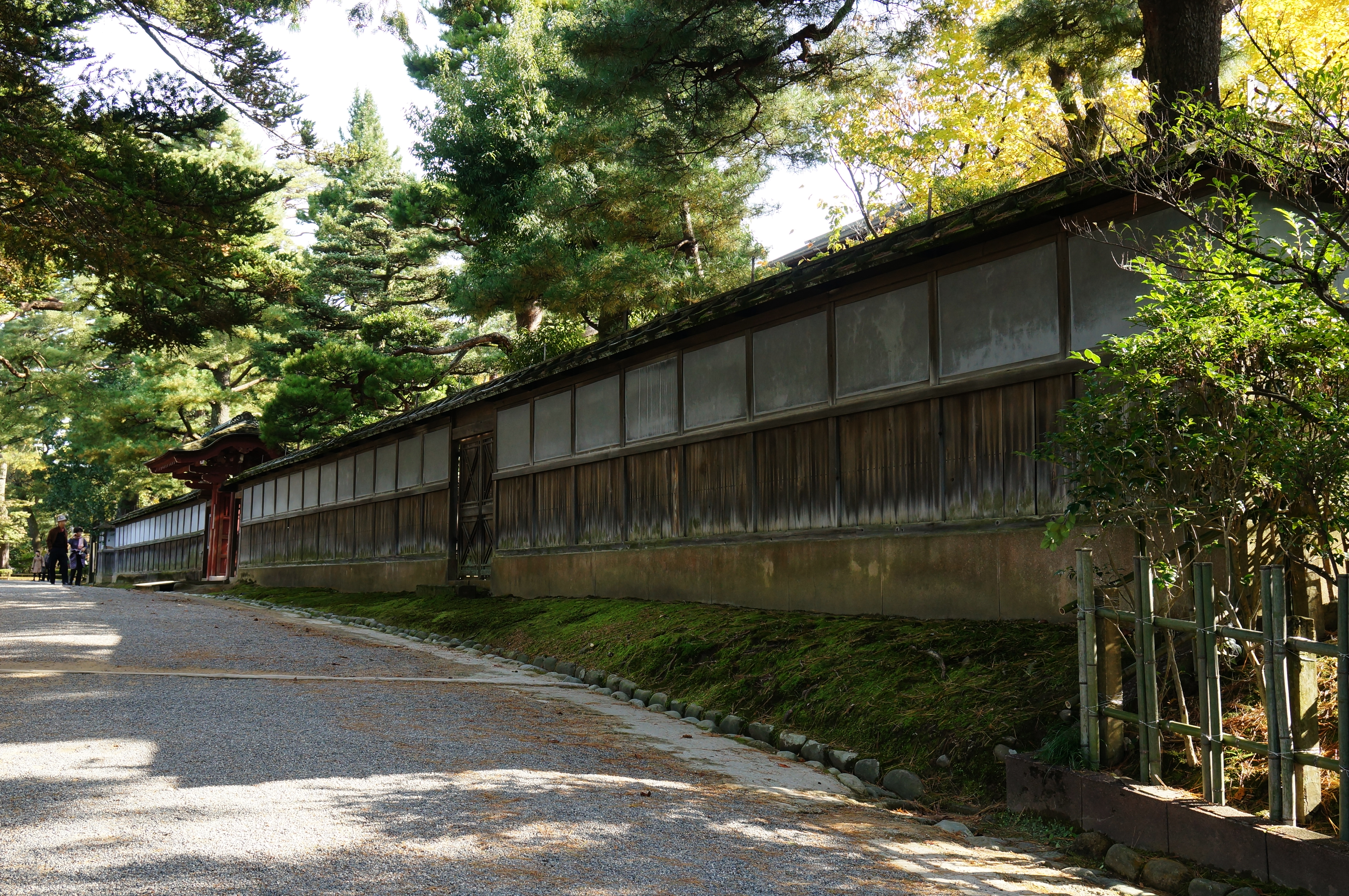
兼六園側

成巽閣（せいそんかく）とは、文久3年（1863年）に加賀藩13代藩主・前田斉泰が母・真龍院（12代斉広夫人）の隠居所として建てた歴史的建造物である。歴史博物館として一般公開されている。兼六園に隣接する。

## 概要
建築当時は、巽御殿（たつみごてん）と呼ばれたが、後に成巽閣と改められた。1階は書院造で2階は数奇屋造になっており、江戸時代末期の大名屋敷の代表的建築として、国の重要文化財に指定されている。また付随する庭園「飛鶴庭」も、国の名勝に指定されている。内部は歴史博物館として、書画、人形等の展示が季節ごとに行われる。

## 文化財

### 重要文化財
- 成巽閣　附棟札1枚 - 1938年（昭和13年）7月4日指定。[1][2]

### 国の名勝
- 成巽閣庭園
  - 主庭「飛鶴庭」 - 1929年（昭和4年）4月2日指定[3]。
  - 中庭（「つくしの縁庭園」・「万年青の縁庭園」）- 2017年（平成29年）2月9日追加指定[3]。
  - 前庭- 2017年（平成29年）2月9日追加指定[3]。

### 石川県指定有形文化財
- 煎茶席三華亭 - 1963年（昭和38年）7月3日指定[4]。
- 辰巳長屋 - 1973年（昭和48年）2月5日指定[4]。1882年竣工[5]。
- 土蔵　道具蔵 -1983年（昭和58年）1月25日指定[4]。

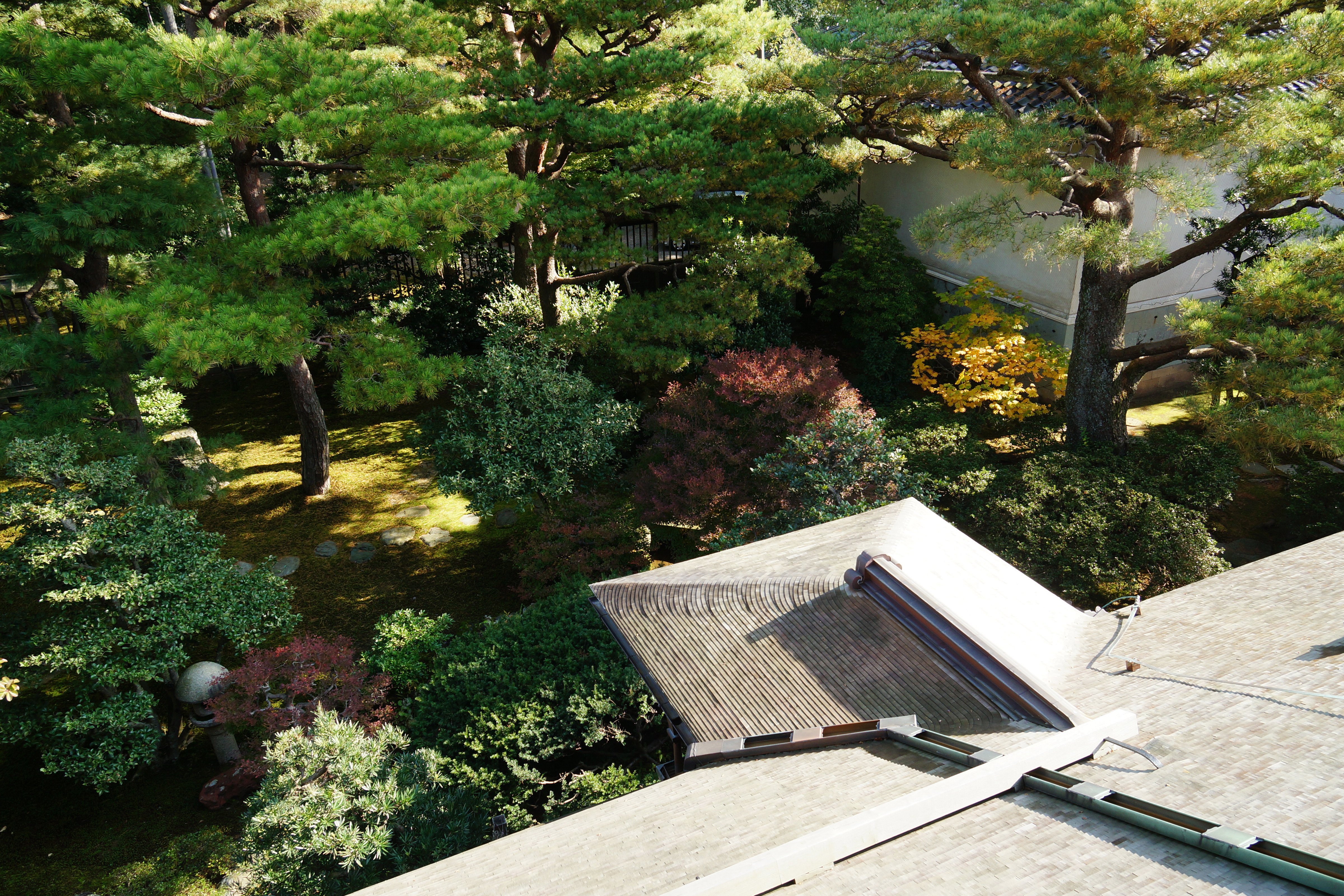
飛鶴庭
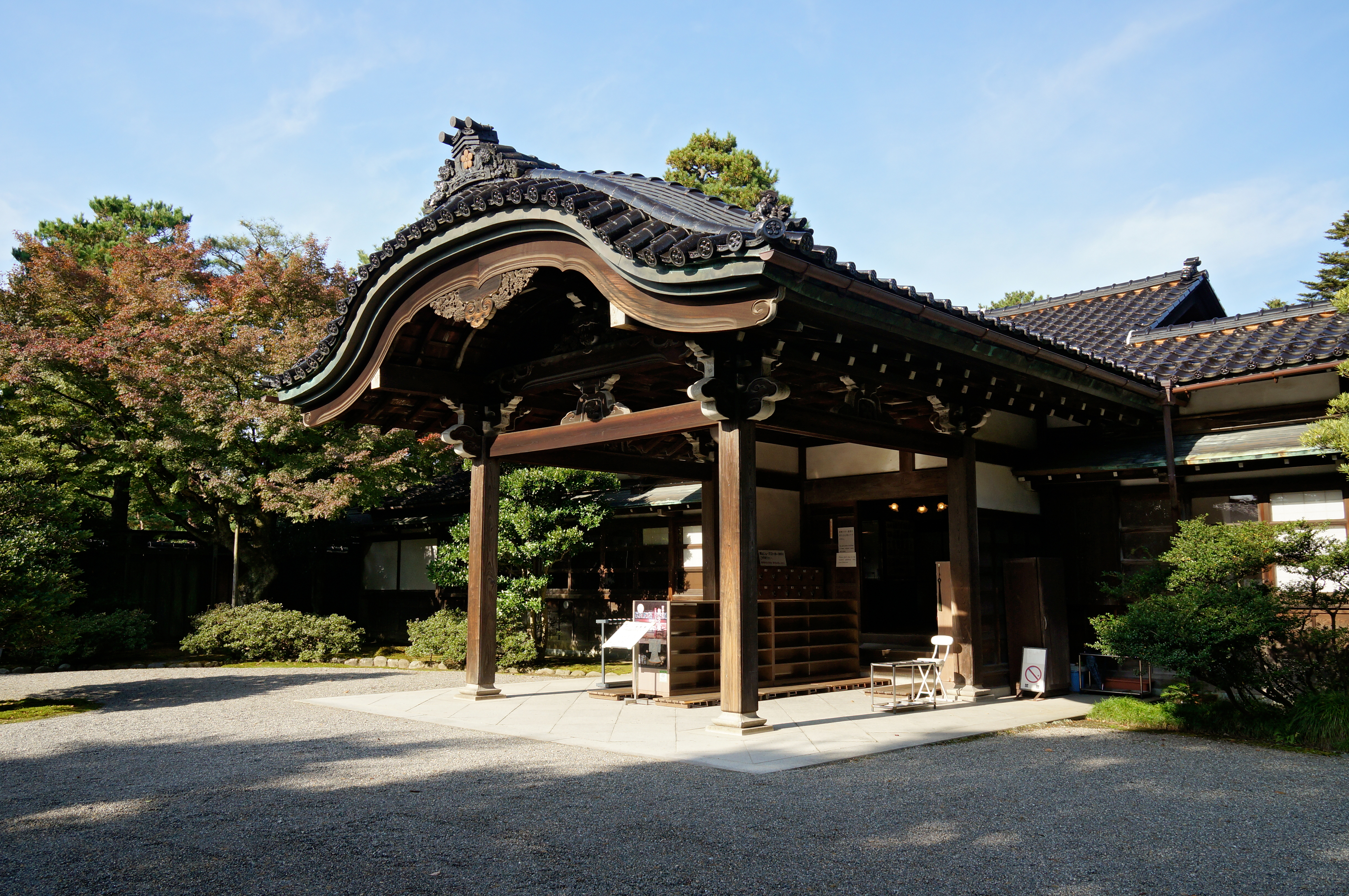
成巽閣玄関
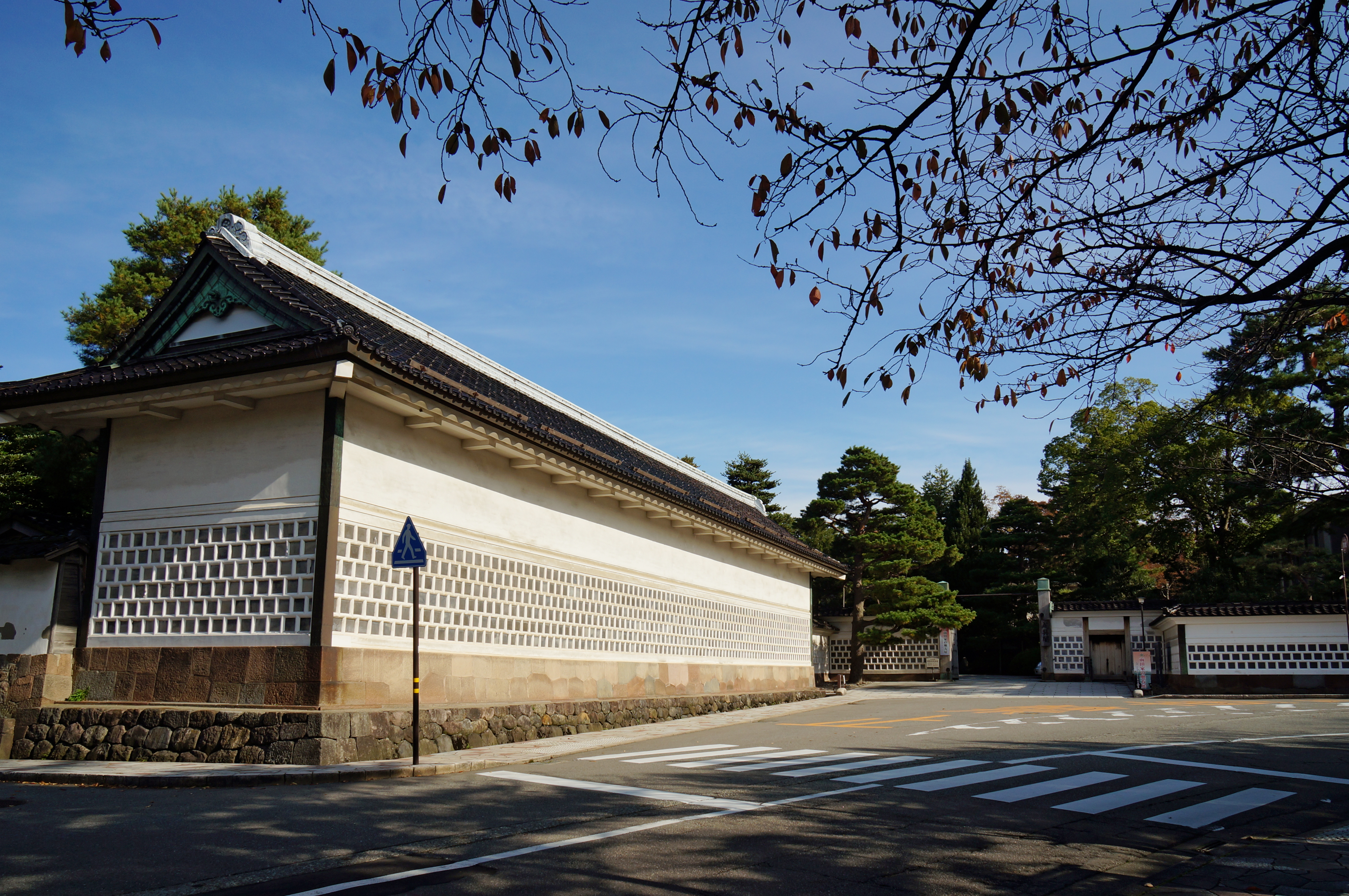
辰巳長屋と正門
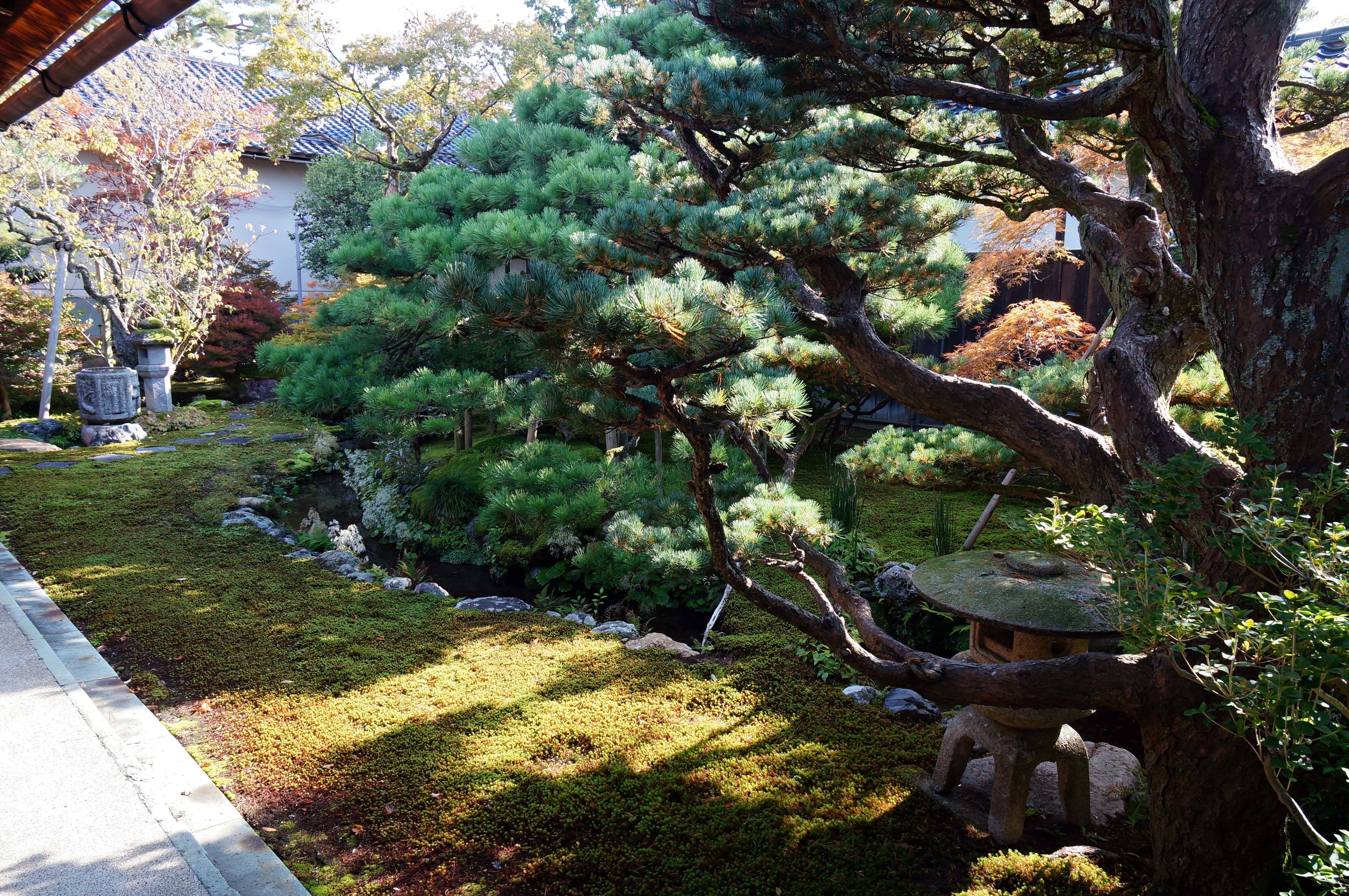
つくしの縁庭園
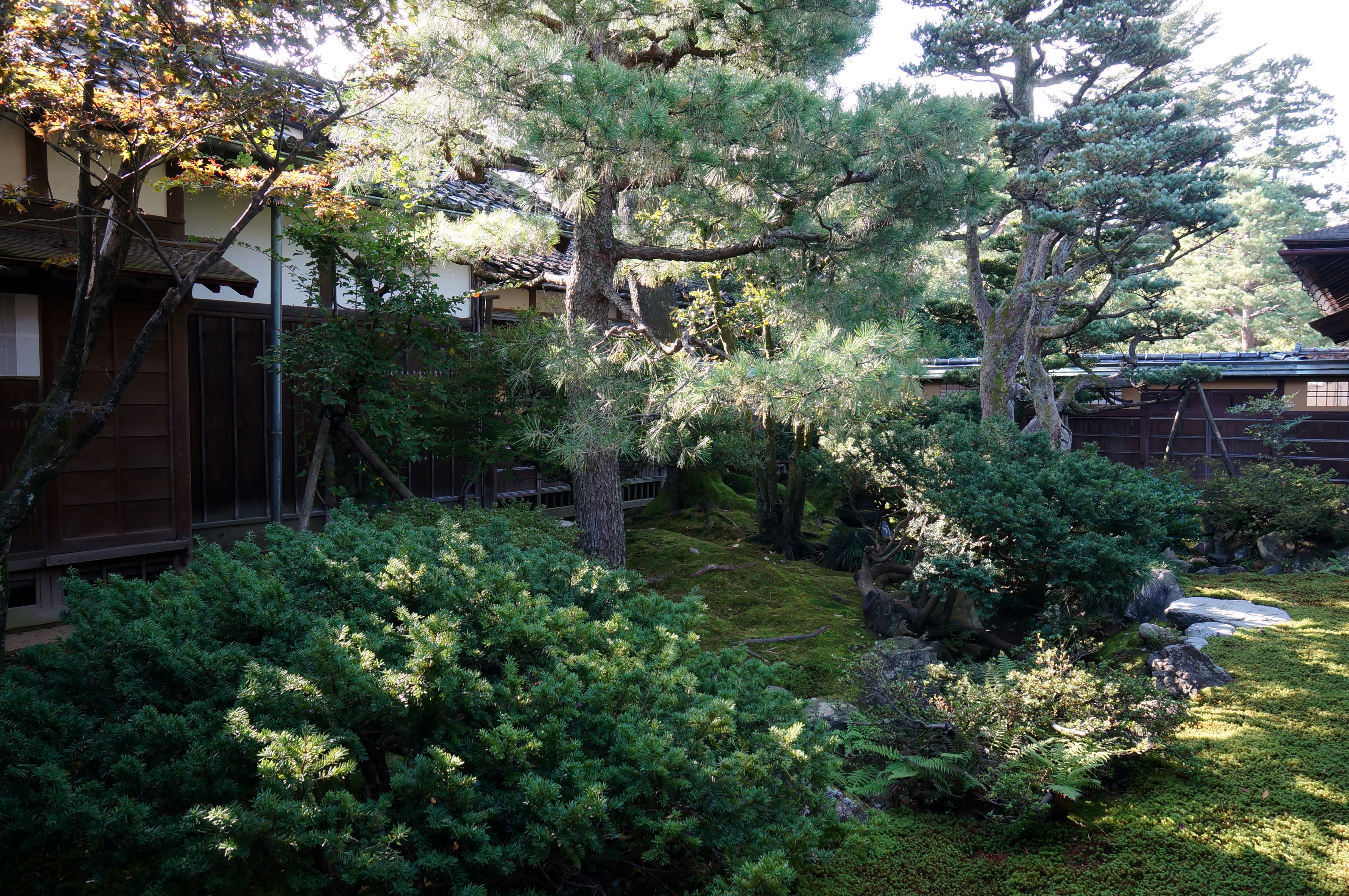
万年青の縁庭園

## 利用案内
- 開館時間 - 9:00-17:00（入館は16:30まで）
- 休館日 - 水曜日
- 所在地 - 〒920-0936 石川県金沢市兼六町1-2

## アクセス

### バス
- 金沢駅から北陸鉄道・北鉄金沢バス（北鉄バス）「出羽町」下車、徒歩3分
- 金沢ふらっとバス（菊川ルート）「県立美術館・国立工芸館」バス停下車

正門前に北陸鉄道「県立美術館・成巽閣」バス停があるが、2021年4月以降停車するのは特定日の夜間のみ運行の金沢ライトアップバスだけとなっている。ここには定期観光バスの乗降地を示す標識も立っている。

### 自動車
北陸自動車道 金沢西インターチェンジ、金沢東インターチェンジからそれぞれ車で約20分